# Cavall crioll

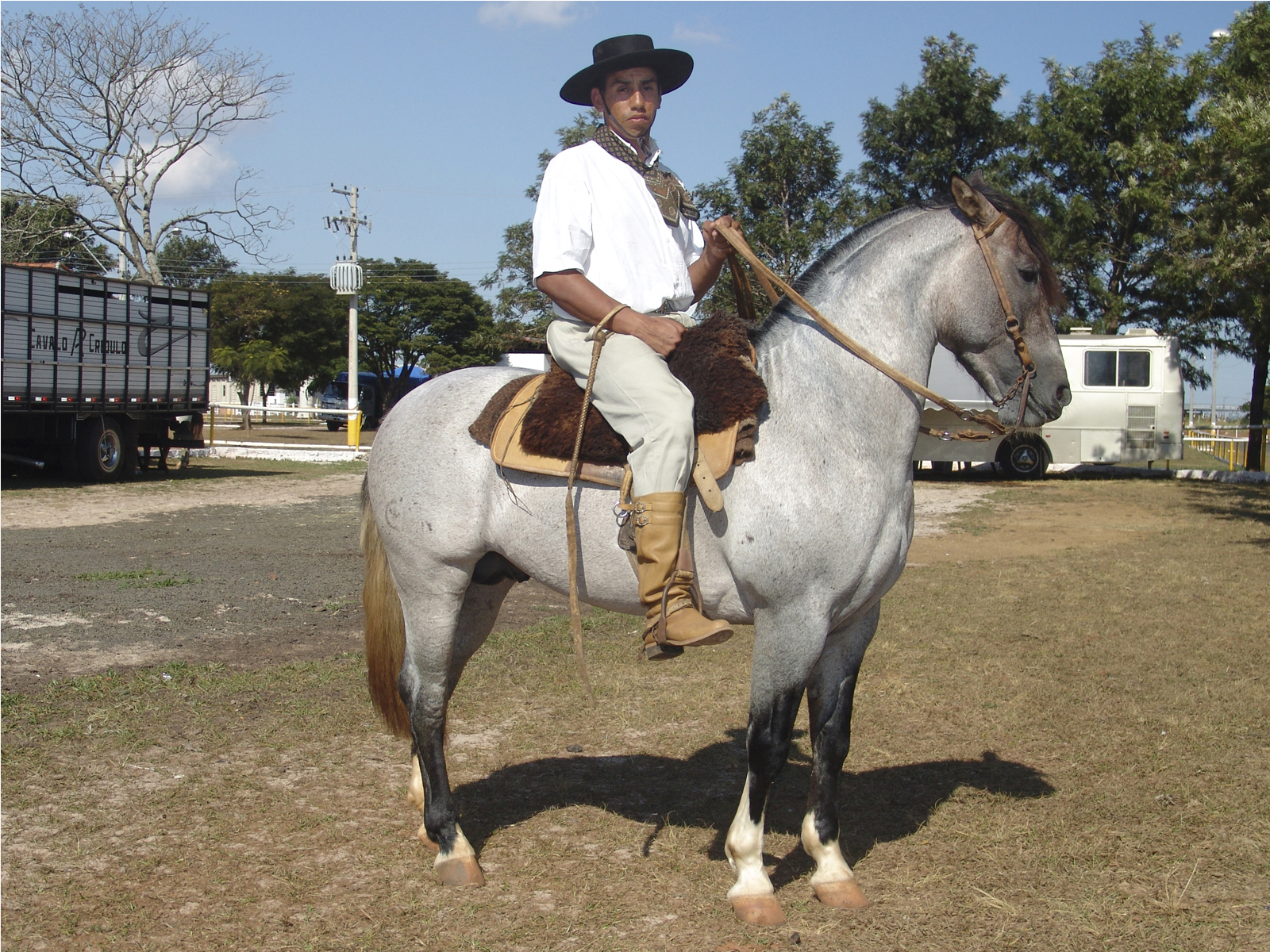
Cavall crioll muntat per un gaucho.

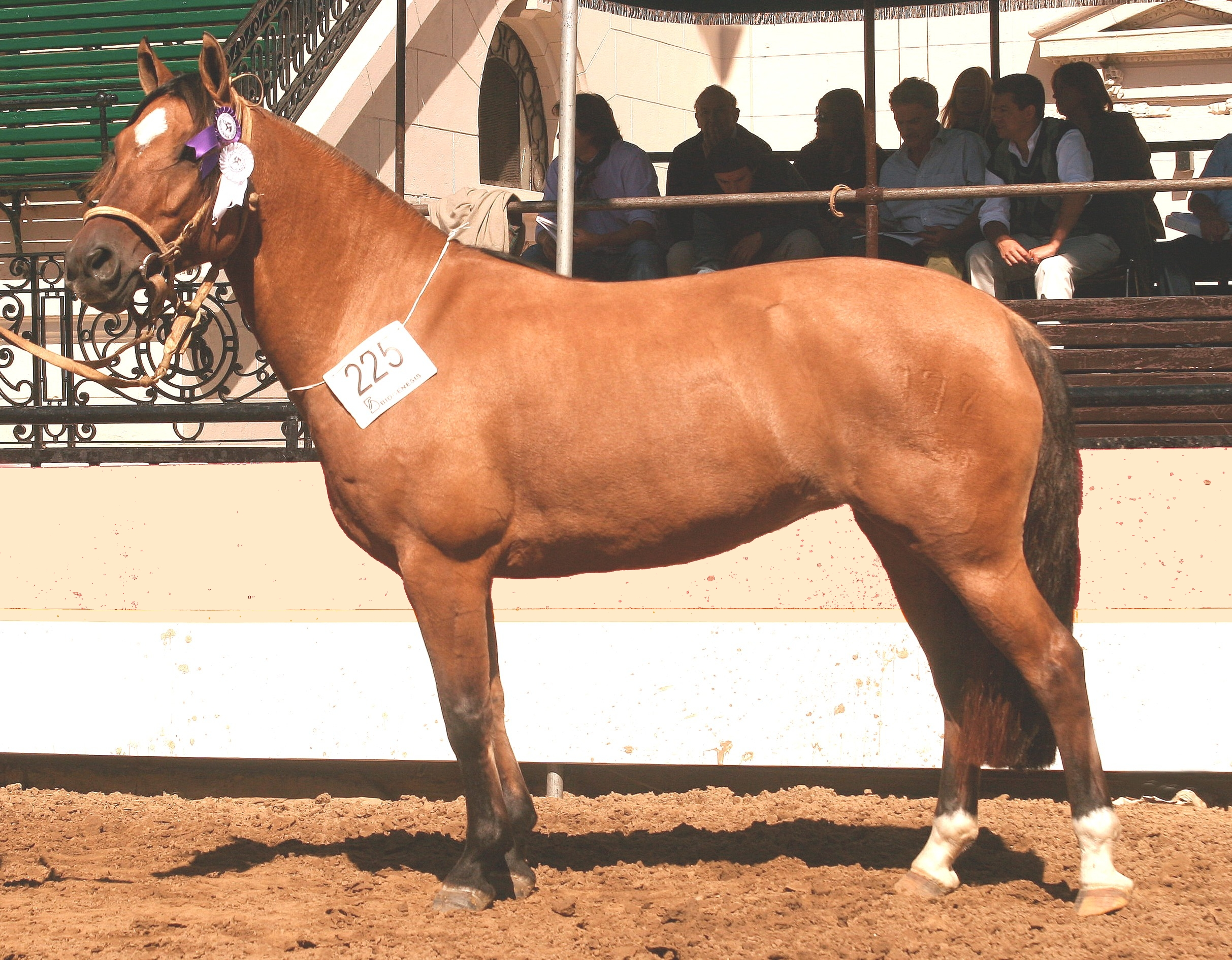
Euga premiada en una exposició.

El cavall crioll és una raça de cavall que es distribueix per tota l'Amèrica del Sud fins a l'Amèrica Central i l'Amèrica del Nord. En els diferents països del continent s'ha anat desenvolupant de diversa manera. El cavall crioll és la raça característica del Con Sud i cada any són més els qui el crien, l'utilitzen per les dures tasques del camp, o el gaudeixen en els seus moments d'oci.

## Orígens
En la prehistòria, durant el Plistocè existien cavalls autòctons a gairebé tota Amèrica, el territori que correspon a l'Argentina va ser particularment ric en aquests «paleocavalls» (principalmentHippidion), però l'arribada de l'ésser humà fa més d'11.000 anys sembla haver estat un factor decisiu (al costat d'epizoòties) per l'absoluta extinció dels equins autòctons d'Amèrica, per aquest motiu a l'arribada dels europeus (finals del segle xv i inicis del segle xvi) no existia cap memòria ni coneixement d'aquests primers cavalls dels quals només queden fòssils.
El cavall crioll és descendent del cavall ibèric portat pels conqueridors  espanyols a Amèrica. Un compost genètic de cavalls de sang calenta derivat del cavall barbaresc del nord d'Àfrica, del cavall de la Vall del Guadalquivir a Andalusia i altres que s'agrupaven en el gènere de cavalls de treball anomenats "haques" o "rossins". Ja a Amèrica, alguns d'ells van escapar de les hisendes i missions religioses o van ser robats pels indis. En el camp van formar grans tropes i exposats a un entorn salvatge, la selecció natural i l'endogàmia, els van fixar característiques genètiques pròpies. Cal indicar que aquestes línies genètiques estan totalment o virtualment extintes a l'Espanya i Portugal actuals.
Els espècimens equins portats a Amèrica no eren cavalls seleccionats per a la reproducció, eren cavalls rústics i valents usats a Espanya per al treball. No hi havia llicència real per exportar cavalls de selecció que poguessin constituir lots de fundació, exceptuant els regalats pels reis a altres governants de l'Europa del segle xv i XVI, com els cavalls usats per a la formació del Lepizzaner.
Fins que no es van reproduir en abundància, els cavalls portats a Amèrica posseïen un elevadíssim cost a causa del seu gran valor pràctic i tàctic i a la seva escassetat inicial.
Els cavalls van entrar a l'Argentina a través del Perú, del port de Buenos Aires i del Brasil. Però el corrent introduït per Buenos Aires és considerada la més important, els portats per Pedro de Mendoza en fundar la Ciutat de Buenos Aires el 1536.
Més tard, Mendoza va haver d'abandonar Buenos Aires obligat per la defensa dels pobles originaris, i va deixar els cavalls, que una vegada solts es van reproduir prodigiosament gràcies al bioma de prats i pastures i pel clima temperat típic de la Pampa Humida. Tant, que en arribar Juan de Garay, el 1580 al Riu de la Plata va considerar a les cavallades com "fantàstiques" (abundants i de gran qualitat).
Només els més forts van aconseguir sobreviure i reproduir-se, aprenent a defensar-se dels perills com ara el puma i altres depredadors, suportant a més climes extrems. Els pobles aborígens, increïblement adaptables al "monstre invasor", van aprendre primer a alimentar-se de la seva carn, i després van aconseguir una relació simbiòtica amb el cavall, a tal extrem que en el present se segueix ampliant l'estudi de la "doma índia".
Tornant a la reproducció i origen dels cavalls al territori argentí: si ja des d'inicis del segle xvi van quedar cavalls lliures i es van reproduir massivament, aquests cavalls o bagual cimarrons van passar a ser considerats "realengos", és a dir possessió de la corona espanyola, encara que en la pràctica eren utilitzables per qualsevol persona habilitada, com els camperols lliures, després gauchos, que van fer dels cavalls un dels seus principals mitjans de subsistència i un símbol de prestigi (pingo és un dels noms donats al cavall i al penis).
Pel que fa als indígenes, especialment els del sud, si d'una banda amansen els cavalls d'una manera gairebé res violenta, era comú que consumissin com un menjar la carn de les eugues.
D'altra banda certes característiques d'alguns cavalls criolls ha fet suposar que poguessin posseir algun acerb genètic asnal a causa d'un incidental encreuament amb una excepcional mula fèrtil (el territori argentí va ser centre de criança massiva de mules per al transport de minerals preciosos des de les muntanyoses regions de l'Alt Perú).

## Guerres de la Independència
En la guerra de la independència argentina es van utilitzar gairebé exclusivament cavalls criolls, ja que fins a aquest moment l'arribada d'altres races des d'Europa era molt reduïda.

## Gairebé perdut
Després del 1816, després de la independència i a causa de la creixent europeïtzació en tots els àmbits de la vida argentina, el cavall crioll va ser deixat de costat com a raça i mestitzat amb sangs estrangeres en la creença que així se'l milloraria. Es van aconseguir cavalls de major altura i més veloços, però tot això en detriment de la resistència a la fatiga i a les condicions extremes. Semblava que el final havia arribat per a aquests nobles cavalls.

## La recuperació
Hi va haver un grup d'estancieros lleials a les aptituds del cavall crioll, que va mantenir els seus animals sense encreuar, amb les característiques adquirides a través de 400 anys de selecció natural. A principis del Segle XX, malgrat tot, encara existien cavallades salvatges a la Patagònia, i també a prop de Buenos Aires, en els relictes de Serres de la Ventania o Serres de la Finestra i Serres de Tandilia.
La recuperació del cavall crioll, amb una selecció científica, la va liderar Emilio Solanet. Amb un grup de criadors va fundar l'Associació de Criadors de Cavalls Criolls, recuperant la raça, convertint al cavall crioll en un cavall versàtil, econòmic, rústic i dòcil.
Els seus dos exemplars més famosos, Manxa i Gat, van recórrer el Continent Americà des de Buenos Aires a Nova York, guiats per Aimé F. Tschiffelly, batent rècords de distància i altura.